# Hłuszkiewicze
Hłuszkiewicze (biał. Глушкавічы, Hłuszkawiczy; ros. Глушковичи, Głuszkowiczi) – agromiasteczko na Białorusi, w obwodzie homelskim, w rejonie lelczyckim, w sielsowiecie Hłuszkiewicze.

## Położenie
Hłuszkiewicze z trzech stron (z wyjątkiem północy) otoczone są przez terytorium Ukrainy. Jedyny dochodzący do nich dojazd od strony Białorusi - droga republikańska R36, przebiega przez Ukrainę. W ciągu tej drogi znajduje się tu przejście graniczne Hłuszkiewicze – Majdan-Kopyszczenśkyj.

## Demografia
Według spisu z 2009 Hłuszkiewicze zamieszkiwało 2101 osób, w tym 2043 Białorusinów (97,24%), 42 Ukraińców (2,00%), 3 Rosjan (0,14%), 3 Baszkirów (0,14%) i 10 osób, które nie podały żadnej narodowości.
Do 2019 liczba ludności spadła do 1839 osób.

## Historia
W Rzeczypospolitej Obojga Narodów leżały w województwie mińskim, w powiecie mozyrskim. W 1754 powstała tu cerkiew unicka, przy której istniała parafia. Pod zaborami przekazana została prawosławnym.
W wyniku II rozbioru Polski w 1793 znalazły się w granicach w Rosji, w ramach której w XIX i w początkach XX w. położone były w guberni mińskiej, w powiecie mozyrskim.
Po I wojnie światowej pod administracją polską, w Zarządzie Cywilnym Ziem Wschodnich, w okręgu brzeskim, w powiecie mozyrskim.
W wyniku postanowień traktatu ryskiego znalazły się w granicach Związku Sowieckiego. W okresie międzywojennym leżały przy granicy z Polską. Znajdował się tu wówczas zastaw sowieckich wojsk pogranicznych.
Od 1991 w niepodległej Białorusi.

## Kamieniołom
Od 14 kwietnia 1975 eksploatowane są tu skały metamorficzne z przeznaczeniem na kruszywo. Część wyeksploatowanych wyrobisk jest zalane wodą.

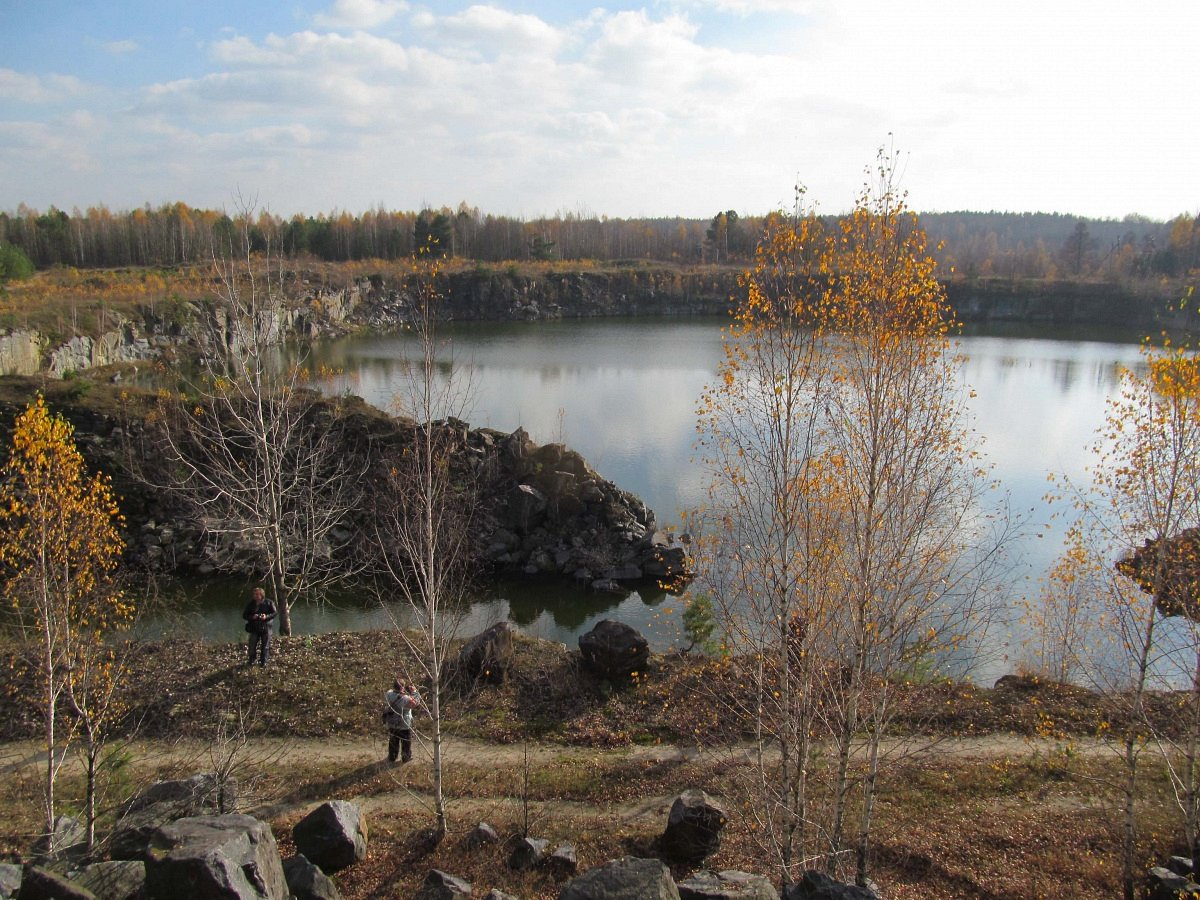
kamieniołom w Hłuszkiewiczach
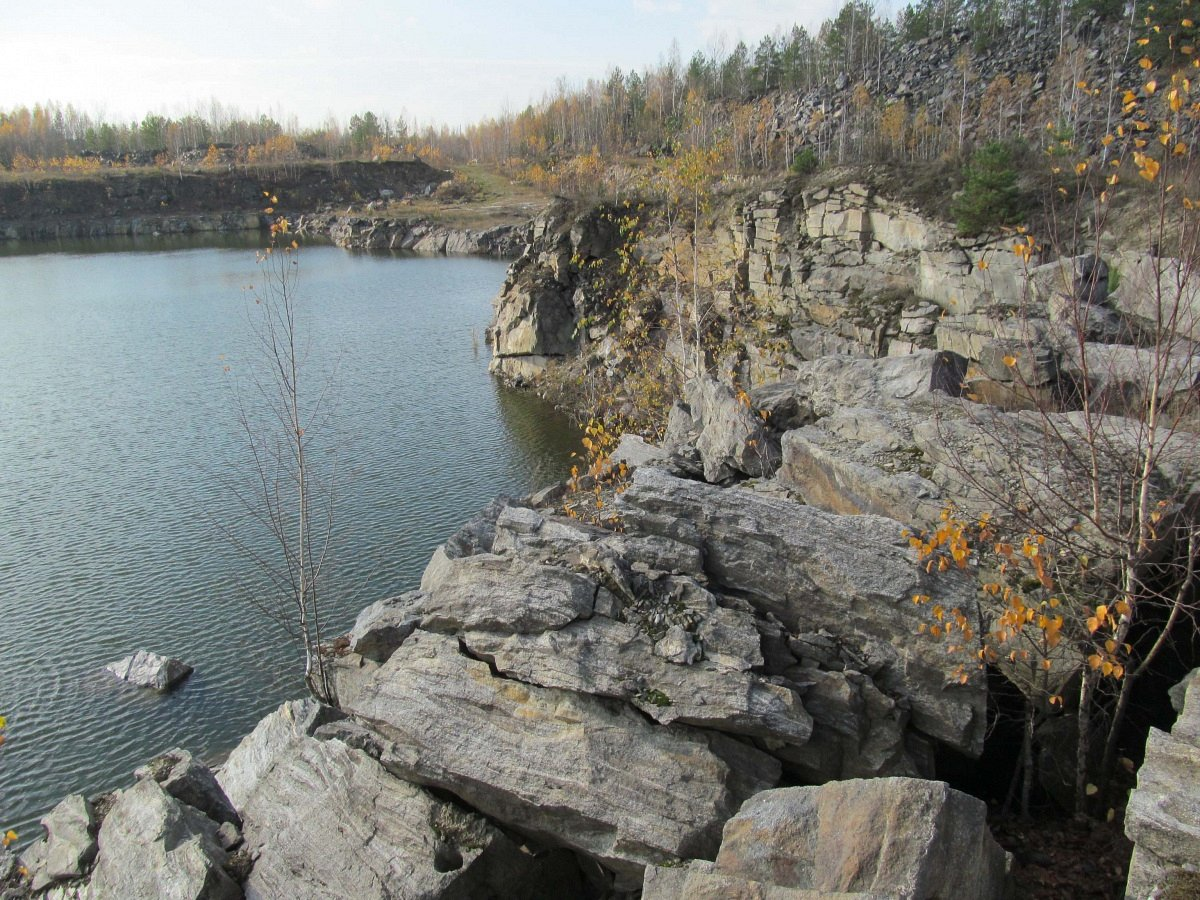
kamieniołom w Hłuszkiewiczach

## Ludzie związani z miejscowością
- Augustyn (Markiewicz) – biskup Ukraińskiego Kościoła Prawosławnego Patriarchatu Moskiewskiego; urodzony w Hłuszkiewiczach
- Andrej Szwied – prokurator generalny Białorusi; urodzony w Hłuszkiewiczach